# Catantopsilus plagiatus
Catantopsilus plagiatus är en insektsart som först beskrevs av Boris Petrovich Uvarov 1926.  Catantopsilus plagiatus ingår i släktet Catantopsilus och familjen gräshoppor. Inga underarter finns listade i Catalogue of Life.